# Nototriche estipulata
Nototriche estipulata là một loài thực vật có hoa trong họ Cẩm quỳ. Loài này được Hill ex Burtt mô tả khoa học đầu tiên năm 1948.